# 内格
内格（ないかく、英語: Inessive case）とはフィンランド語などの言語に存在する格の一種である。
使うときは「～（の中）で」という意味で使われる。接格形との見分け方は、同じ「～で」という意味を持つが、さっきの通り、内格形では「～（の中）で」だが、接格形では「～（の外）で」と対の意味をなす。

## 例
フィンランド語では-ssa（母音調和によってはssä）を添える。
- Tokiossa　東京で（Tokio/ssa）
- Kioskissa　キオスクで（Kioski/ssa）
- Suomessa　フィンランドで（Suome/ssa、もとはSuomi（フィンランド））
- Missä　どこで（Mi/ssä、もとはMikä（何））